# 1989 في المملكة المتحدة
فيما يلي قوائم الأحداث التي وقعت خلال عام 1989 في المملكة المتحدة.

## أحداث
- 8 يناير – كارثة كيجوورث الجوية

## سياسة

### تعيين في المنصب
- 24 يوليو – جون ميجر وزير الدولة للشؤون الخارجية وشؤون الكومنولث [الإنجليزية]‏،مستشار الخزانة.
- 24 يوليو – نيكولاس رايدلي وزير الدولة للأعمال والتجارة [الإنجليزية]‏.
- 2 نوفمبر – جوردون براون وزير ظل الدولة لشؤون الأعمال والابتكار والمهارات [الإنجليزية]‏.

### انتهاء فترة المنصب
- 24 يوليو – جون ميجر السكرتير الأول للخزانة [الإنجليزية]‏،وزير الدولة للشؤون الخارجية وشؤون الكومنولث [الإنجليزية]‏.
- 24 يوليو – نيكولاس رايدلي Secretary of State for the Environment [الإنجليزية]‏.
- 2 نوفمبر – جوردون براون أمين عام الظل الأول لوزارة المالية [الإنجليزية]‏.

## رياضة
- 1 يناير – بطولة العالم تحت 16 سنة لكرة القدم 1989
- 1 يناير – بطولة ويمبلدون 1989
- 15 أبريل – كارثة هيلزبرة

## ظهور
- 1 يناير – إمباير
- 1 يناير – قائمة صاندي تايمز للأثرياء

## أفلام
من الأفلام التي صدرت هذه السنة في المملكة المتحدة:
- 1 يناير – علاقات خطرة من إخراج ستيفن فريرز.
- 1 يناير – قدمي اليسرى من إخراج جيم شيريدان.
- 1 يناير – هنري الخامس من إخراج كينيث براناه.
- 24 مايو – إنديانا جونز والحملة الأخيرة من إخراج ستيفن سبيلبرغ.
- 23 يونيو – باتمان من إخراج تيم برتون.
- 7 يوليو – رخصة للقتل من إخراج جون جلان (مخرج أفلام).
- 7 يوليو – سمكة تدعى وندا من إخراج جون كليز، تشارلز كريتون [الإنجليزية]‏.

## برامج ومسلسلات وأنمي
- السنافر

## كتب
من الكتب التي صدرت هذه السنة في المملكة المتحدة:
- 1 يناير – عقل الأمبراطور الجديد من تأليف روجر بنروز.
- 1 يناير – قاموس أكسفورد الإنجليزي من تأليف إدموند وينر، جون سيمبسون (أستاذ جامعي).
- 1 مايو – بقايا النهار من تأليف كازوو إيشيغورو.

## مواليد

### يناير
- 1 يناير – ديفيد رايس لاعب كرة مضرب بريطاني.
- 1 يناير – صوفيا كينيدي كلارك
- 4 يناير – لابرينث
- 6 يناير – أندي كارول لاعب كرة قدم إنجليزي.
- 6 يناير – دانييل هولمز لاعب كرة قدم إنجليزي.
- 12 يناير – لي توملين لاعب كرة قدم إنجليزي.
- 14 يناير – فرانكي سانفورد مغنية بريطانية.
- 22 يناير – تيو روبنسون لاعب كرة قدم من المملكة المتحدة.
- 23 يناير – أبريل بيرسون ممثلة بريطانية.
- 23 يناير – جيمس تشيستر لاعب كرة قدم إنجليزي.
- 27 يناير – دايزي لاو

### فبراير
- 6 فبراير – كريغ كاثكارت لاعب كرة قدم إنجليزي.
- 7 فبراير – نيل تايلور لاعب كرة قدم إنجليزي.
- 17 فبراير – ريبيكا أدلينغتون سبّاحة من المملكة المتحدة.
- 19 فبراير – سوني ألوكو لاعب كرة قدم نيجيري.
- 19 فبراير – لوك باسكوالينو ممثل بريطاني.
- 21 فبراير – جوش والكر لاعب كرة قدم إنجليزي.
- 21 فبراير – جيم كارجان لاعب كرة قدم تركي.
- 24 فبراير – دانييل كالويا ممثل من المملكة المتحدة.

### مارس
- 2 مارس – ناتالي إيمانويل ممثلة بريطانية.
- 11 مارس – ليام فيليبس درّاج طريق من المملكة المتحدة.
- 12 مارس – ريتشارد إكيرسلي لاعب كرة قدم انجليزبي.
- 16 مارس – ثيو والكوت لاعب كرة قدم إنجليزي.
- 18 مارس – ليلى كولينز
- 25 مارس – سكوت سينكلير لاعب كرة قدم إنجليزي.
- 29 مارس – جايمس تومكنز لاعب كرة قدم بريطاني.

### أبريل
- 5 أبريل – ليلي جيمز
- 6 أبريل – آنا فيتزباتريك لاعبة كرة مضرب بريطانية.
- 7 أبريل – دان كوستى ملحن إيطالي.
- 8 أبريل – غابرييلا وايلد
- 10 أبريل – مايكل دنلوب متسابق دراجات نارية من المملكة المتحدة.
- 18 أبريل – فرانك بوجليوني ملاكم من المملكة المتحدة.
- 23 يناير – أبريل بيرسون ممثلة بريطانية.
- 24 أبريل – نايومي كافاداي لاعبة كرة مضرب من المملكة المتحدة.
- 26 أبريل – داني هارت لاعب كرة قدم بريطاني.
- 29 أبريل – فوكسس

### مايو
- 4 مايو – روري ماكلروي لاعب غولف من المملكة المتحدة.
- 4 مايو – فريدي فوكس ممثل بريطاني.
- 5 مايو – لاريسا ويلسون
- 10 مايو – ديفان بيلي لاعب كرة سلة من المملكة المتحدة.
- 18 مايو – صوفي ريد عارضة من المملكة المتحدة.
- 20 مايو – تونيا كوتش غطاسة من المملكة المتحدة.
- 21 مايو – هال روبسون-كانو لاعب كرة قدم إنجليزي.
- 22 مايو – جاك أرنفيلد
- 31 مايو – شون ثورنلي لاعب كرة مضرب بريطاني.

### يونيو
- 3 يونيو – ايموجين بوتس
- 7 يونيو – ماتيو سميث لاعب كرة قدم من المملكة المتحدة.
- 10 يونيو – جايمس هنري لاعب كرة قدم إنجليزي.
- 11 يونيو – تيري فلاناغان ملاكم من المملكة المتحدة.
- 15 يونيو – بيتر كينو
- 23 يونيو – لورين بينيت
- 24 يونيو – رافي جافرون ممثل بريطاني.
- 25 يونيو – جاك كورك لاعب كرة قدم بريطاني.

### يوليو
- 1 يوليو – ميتش هور
- 1 يوليو – هانا موراي
- 5 يوليو – تشارلي أوستن لاعب كرة قدم إنجليزي.
- 6 يوليو – جوش ديفيز لاعب كرة قدم من المملكة المتحدة.
- 10 يوليو – ياسمين ألين ممثلة تركية.
- 16 يوليو – غاريث بيل لاعب كرة قدم ويلزي.
- 21 يوليو – جونو تيمبل
- 21 يوليو – كريس جنتر لاعب كرة قدم إنجليزي.
- 23 يوليو – دانيال رادكليف ممثل إنجليزي.
- 29 يوليو – جاي رودريغيز لاعب كرة قدم إنجليزي.

### أغسطس
- 2 أغسطس – جوناس بلو موسيقي بريطاني.
- 3 أغسطس – سام هوتشينسون لاعب كرة قدم إنجليزي.
- 5 أغسطس – ريان برتراند لاعب كرة قدم إنجليزي.
- 12 أغسطس – توم كليفرلي لاعب كرة قدم إنجليزي.
- 17 أغسطس – كيفن روبرتس لاعب كرة قدم إنجليزي.
- 21 أغسطس – روب نوكس ممثل بريطاني.
- 30 أغسطس – بيلي جو سوندرز ملاكم من المملكة المتحدة.

### سبتمبر
- 1 سبتمبر – دانييل ستوريدج لاعب كرة قدم إنجليزي.
- 2 سبتمبر – تومي كويل
- 2 سبتمبر – ريتشارد كيلتي
- 10 سبتمبر – مات ريتشي لاعب كرة قدم إنجليزي.
- 12 سبتمبر – ماثيو سوندرز لاعب كرة قدم من المملكة المتحدة.
- 13 سبتمبر – بوندز نغالا لاعب كرة قدم إنجليزي.
- 14 سبتمبر – جيسيكا براون فيندلي
- 17 سبتمبر – جون إيرفينغ لاعب كرة قدم إنجليزي.
- 18 سبتمبر – جينو ريا متسابق دراجات نارية من المملكة المتحدة.
- 18 سبتمبر – كريس يوبانك جونيور ملاكم من المملكة المتحدة.
- 26 سبتمبر – كياران كلارك لاعب كرة قدم بريطاني.
- 26 سبتمبر – كيران غيبس لاعب كرة قدم إنجليزي.
- 28 سبتمبر – سكوت كاردلي
- 28 سبتمبر – مارك راندال لاعب كرة قدم إنجليزي.

### أكتوبر
- 2 أكتوبر – أيمن الطاهر لاعب كرة قدم جزائري.
- 4 أكتوبر – ستاسي سولومون
- 10 أكتوبر – كيران أغارد لاعب كرة قدم إنجليزي.
- 13 أكتوبر – جو أندرسون لاعب كرة قدم إنجليزي.
- 15 أكتوبر – أنتوني جوشوا ملاكم من المملكة المتحدة.
- 17 أكتوبر – دوايت غايل لاعب كرة قدم إنجليزي.
- 20 أكتوبر – جيس غلاين
- 21 أكتوبر – سام فوكز لاعب كرة قدم بريطاني.
- 21 أكتوبر – لوك ميرفي لاعب كرة قدم بريطاني.
- 24 أكتوبر – جاك كولباك لاعب كرة قدم إنجليزي.
- 29 أكتوبر – جويل وارد لاعب كرة قدم إنجليزي.
- 30 أكتوبر – أشلي بارنز لاعب كرة قدم إنجليزي.
- 30 أكتوبر – فانيسا وايت مغنية بريطانية.

### نوفمبر
- 3 نوفمبر – أبو أغوغو لاعب كرة قدم بريطاني.
- 6 نوفمبر – جوش رايت لاعب كرة قدم بريطاني.
- 10 نوفمبر – تارون إيجرتون ممثل بريطاني.
- 14 نوفمبر – جاك ليفرمور لاعب كرة قدم إنجليزي.
- 18 نوفمبر – مارك ألبرايتون لاعب كرة قدم بريطاني.
- 21 نوفمبر – فابيان ديلف لاعب كرة قدم إنجليزي.
- 22 نوفمبر – كريس سمولينغ لاعب كرة قدم إنجليزي.
- 23 نوفمبر – جون روتليدج لاعب كرة قدم إنجليزي.
- 26 نوفمبر – جونيور ستانيسلاس لاعب كرة قدم إنجليزي.

### ديسمبر
- 1 ديسمبر – باري بانان لاعب كرة قدم إنجليزي.
- 1 ديسمبر – نيل سكوبسكي لاعب كرة مضرب بريطاني.
- 3 ديسمبر – أليكس مكارثي لاعب كرة قدم إنجليزي.
- 7 ديسمبر – نيكولاس هولت
- 8 ديسمبر – جن ليدجر
- 15 ديسمبر – آرون كريسويل لاعب كرة قدم إنجليزي.
- 25 ديسمبر – مايكل ليدل لاعب كرة قدم إنجليزي.
- 30 ديسمبر – أرون موريس لاعب كرة قدم ويلزي.

## وفيات

### يناير
- 1 يناير – برنارد برودي (مواليد 1907)
- 7 يناير – فرانك ادامز (مواليد 1930) رياضياتي بريطاني.
- 18 يناير – بروس شاتوين (مواليد 1940)
- 27 يناير – دايفيد باك (مواليد 1949) ممثل إنجليزي.

### فبراير
- 11 فبراير – توماس كلارك (مواليد 1907) كاتب سيناريو بريطاني.
- 12 فبراير – موريس كان (مواليد 1911) متسابق دراجات نارية من المملكة المتحدة.

### مارس
- 12 مارس – موريس إيفانز (مواليد 1901) ممثل بريطاني.
- 18 مارس – هارولد جيفريز (مواليد 1891)

### أبريل
- 12 أبريل – بيل هاربر (مواليد 1897) لاعب كرة قدم اسكتلندي.
- 19 أبريل – دافني دو مورييه (مواليد 1907) كاتبة بريطانية.

### مايو
- 15 مايو – ديف ميلر (مواليد 1921) لاعب كرة قدم بريطاني.
- 20 مايو – جون هيكس (مواليد 1904) عالم اقتصاد بريطاني.
- 26 مايو – دون ريفي (مواليد 1927) لاعب ومدرب كرة قدم إنجليزي.

### يونيو
- 27 يونيو – ألفرد آير (مواليد 1910)

### يوليو
- 2 يوليو – بين رايت (مواليد 1915) ممثل إنجليزي.
- 11 يوليو – لورنس أوليفيه (مواليد 1907)
- 15 يوليو – لوري كننغهام (مواليد 1956) لاعب كرة قدم إنجليزي.
- 17 يوليو – ماري بارك (مواليد 1908) عالمة أحياء بحرية من المملكة المتحدة.
- 24 يوليو – والتر ديك (مواليد 1905) لاعب كرة قدم أمريكي.

### أغسطس
- 12 أغسطس – ويليام شوكلي (مواليد 1910)
- 23 أغسطس – رونالد لينغ (مواليد 1927)

### سبتمبر
- 30 سبتمبر – هوراس ألكسندر (مواليد 1889)

### أكتوبر
- 4 أكتوبر – غراهام تشابمان (مواليد 1941)
- 16 أكتوبر – أندي بلاك (مواليد 1917) لاعب كرة قدم اسكتلندي.

### نوفمبر
- 14 نوفمبر – جيمي ميرفي (مواليد 1910) لاعب كرة قدم ويلزي.

### ديسمبر
- 15 ديسمبر – تشارلز هولاند (مواليد 1908) درّاج طريق من المملكة المتحدة.